# Horace Maynard
Pour les articles homonymes, voir Maynard.
Horace Maynard, né le 30 août 1814 à Westborough (Massachusetts) et mort le 3 mai 1882 à Knoxville (Tennessee), est un homme politique américain. Membre du Parti républicain, il est représentant du Tennessee entre 1857 et 1863 puis entre 1866 et 1875, ambassadeur des États-Unis dans l'Empire ottoman entre 1875 et 1880 puis Postmaster General des États-Unis entre 1880 et 1881 dans l'administration du président Rutherford B. Hayes.

## Sources
- (en) Cet article est partiellement ou en totalité issu de l’article de Wikipédia en anglais intitulé « Horace Maynard » (voir la liste des auteurs).